# Nový Šidlov
Nový Šidlov (deutsch Neuschiedel) ist neben Starý Šidlov eine Grundsiedlungseinheit der Kleinstadt Zákupy (deutsch Reichstadt) im Okres Česká Lípa im Liberecký kraj im Norden der Tschechischen Republik. 

## Geographische Lage
Nový Šidlov liegt entlang der Straße 268 von Zákupy nach Nový Bor auf einer Höhe von ca. 300 m über dem Meeresspiegel in einer waldreichen Landschaft.

## Geschichte
Die Geschichte von Nový Šidlov ist auf das engste mit der benachbarten Straßensiedlung Starý Šidlov verbunden, die bereits im 16. Jahrhundert im Zusammenhang mit der Pfarrei Dobranov erstmals urkundlich erwähnt wurde. Im Jahr 1887 wurde in Staré Šidlov eine einklassige Schule gebaut, die auch Kinder aus dem zwischenzeitlich als neue Siedlung entstandenen Nové Šidlov besuchten. Hier wurde Deutsch unterrichtet.
Die meisten Einwohner betrieben Landwirtschaft oder Obstanbau. 
Ab 1938/39 lag Neuschiedel als Ortsteil von Altschiedel im Reichsgau Sudetenland, Landkreis Böhmisch Leipa, Regierungsbezirk Aussig. Hier lebten im Jahre 1939 140 Einwohner. Nach Ende des Zweiten Weltkrieges 1945 mussten die meisten deutschen Bewohner des Ortes diesen zwangsweise räumen und die Tschechoslowakei für immer verlassen. 1960 wurden Starý und Novy Šidlov nach Zákupy eingemeindet.